# 福岡市桧原運動公園野球場
福岡市桧原運動公園野球場（ふくおかしひばるうんどうこうえんやきゅうじょう）は、福岡県福岡市南区の桧原運動公園内にある野球場。主に全国高等学校野球選手権福岡大会で使用している。

## 施設概要
- 面積： - m2
- 内野：土, 外野：天然芝
- 両翼：98m 中堅：122m[1]
- 収容人員：2,315人[1]
- 照明：あり[1]
- スコアボード：電光掲示板

## 交通アクセス
- JR九州博多駅もしくは西鉄西鉄福岡（天神）駅から西鉄バス「桧原運動公園前」徒歩2分[2]